# ثابت التكامل
في التحليل الرياضي، غالبا ما نعبر عن التكامل غير محدود لتابع معطى (أي مجموعة المشتقات العكسية للتابع) بشكل تابع مع ثابت       اختياري يدعى ثابت التكامل.
هذا الثابت يعبر عن خاصية كامنة في المشتقات العكسية.

## مثال
إذا كان f معرفا على مجال ما وF هو المشتق العكسي لـ f، فإن مجموعة جميع المشتقات العكسية للتابع f تعطى بالتابع F(x) + C، حيث C هو ثابت اختياري.